# Лешно (гмина)
Лешно (пол. Leszno) — сельская гмина (волость) в Польше, входит как административная единица в Западноваршавский повет, Мазовецкое воеводство. Население — 8567 человек (на 2004 год).

## Демография
| Перепись                       | Всего   | Всего | Женщины | Женщины | Мужчины | Мужчины |
| ------------------------------ | ------- | ----- | ------- | ------- | ------- | ------- |
| Единицы                        | человек | %     | человек | %       | человек | %       |
| Население                      | 8567    | 100   | 4418    | 51,6    | 4149    | 48,4    |
| Плотность населения (чел./км²) | 68,5    | 68,5  | 35,3    | 35,3    | 33,2    | 33,2    |

## Сельские округа
1. Чарнув
2. Феликсув
3. Гавартова-Воля
4. Гронды
5. Кемпясте
6. Корфове
7. Лубец
8. Марянув
9. Плевняк
10. Повонзки
11. Розтока
12. Шадкувек
13. Тшцинец
14. Стельмахово
15. Валентув
16. Вонсы-Колёня
17. Вонсы-Весь
18. Викторув
19. Вилькова-Весь
20. Вулька
21. Выгленды
22. Заборув
23. Заборувек

## Поселения
1. Чарнув-Товажиство
2. Грабина
3. Грондки
4. Юлинек
5. Лавы
6. Подрохале
7. Шадкувек
8. Шиманувек
9. Вилькув

## Соседние гмины
1. Гмина Блоне
2. Гмина Чоснув
3. Гмина Изабелин
4. Гмина Кампинос
5. Гмина Леонцин
6. Гмина Ожарув-Мазовецки
7. Гмина Старе-Бабице
8. Гмина Тересин